# The Haunted Hat (film 1909)
The Haunted Hat è un cortometraggio muto del 1909. Il nome del regista non viene riportato nei credit del film.

## Trama
In strada, uno strano cappello che si muove da solo attira l'attenzione di un passante. Spaventato, quest'ultimo fugge, andando a chiamare un agente. Sul posto arrivano il giudice, il pompiere, il droghiere e un mucchio di altra gente. Tutti sono decisi a risolvere il mistero del cappello stregato, ma poi scappano via quando questo si muove, spostandosi lungo le vie del borgo. Alla fine, il "fantasma" si stanca e, dal cappello, esce un gattino la cui vista riporta la tranquillità nella serena vita del borgo.

## Produzione
Il film fu prodotto dalla Lubin Manufacturing Company.

## Distribuzione
Distribuito dalla Lubin Manufacturing Company, il film - un cortometraggio della lunghezza di 91,4 metri - uscì nelle sale cinematografiche statunitensi il 30 agosto 1909. Nelle proiezioni, veniva programmato con il sistema dello split reel, accorpato in un'unica bobina con un altro cortometraggio prodotto dalla Lubin, il drammatico The Doctor's Bride.